# 니시자와 히로카
니시자와 히로카(西沢 広香, 9월 20일 ~ )는 일본의 여성 성우이다. TAB프로덕션 소속. 군마현 출신.

## 출연작품

### TV 애니메이션
2002년
- 전광초특급 히카리안(마하특급 델타트레인) (브라챨Jr1)

2008년
- 연희무쌍 (장비 익덕)

### OVA
2006년
- 하늘색, 물색 (미즈시마 아사) : 세리조노 미야 (芹園みや) 명의

### 게임
1998년
- SeptemCharm 매지컬 카난 (스즈하라 미유리) : 세리조노 미야 (芹園みや) 명의

2000년
- 환상의 알테미스 (타카하라 카오루)

2002년
- BLUE (하즈키 미리아) : 세리조노 미야 (芹園みや) 명의
- BALDR FORCE PC판 (사사기리 츠키나) : 세리조노 미야 (芹園みや) 명의
- MOON.DVD〜Final Version〜 (나쿠라 유이) : 세리조노 미야 (芹園みや) 명의

2003년
- ONE ~빛나는 계절로~ Full Voice Ver. (시이나 마유) : 세리조노 미야 (芹園みや) 명의
- 무녀무녀 너스 (스도 미키) : 세리조노 미야 (芹園みや) 명의
- After… (시오미야 카나미) : 세리조노 미야 (芹園みや) 명의
- 누나, 제대로 하자! (히이라기 타카네) : 세리조노 미야 (芹園みや) 명의
- Maple Colors (나츠미 치카) : 세리조노 미야 (芹園みや) 명의

2004년
- 셔머너 셔머너 ~달과 마음과 태양의 마법~ (밀리아 하츠키) : 세리조노 미야 (芹園みや) 명의
- 하늘색, 물색 (미즈시마 아사) : 세리조노 미야 (芹園みや) 명의
- 아카이이토 (아나운서)
- BALDR FORCE DC판 (사사기리 츠키나) : 세리조노 미야 (芹園みや) 명의
- 선생님 좋-아해요2 (리리스 폰 로젠브라우) : 세리조노 미야 (芹園みや) 명의
- Soul Link PC판 (스기모토 아야) : 세리조노 미야 (芹園みや) 명의

2005년
- 매지컬 카난-RISEA- (스즈하라 미유리) : 세리조노 미야 (芹園みや) 명의
- 혼향 ~타마유라~ (아키즈키 나미) : 세리조노 미야 (芹園みや) 명의
- 차륜의 나라, 해바라기의 소녀 (미츠히로 사치) : 세리조노 미야 (芹園みや) 명의
- GALZOO 아일랜드 (산의 사치) : 세리조노 미야 (芹園みや) 명의

2006년
- 마포사 쿠로히메 (탑의 마녀) 3월
- 그 옆 얼굴을 바라보게 돼 버려 ~A Profile 완전판~ (소마 미오) : 세리조노 미야 (芹園みや) 명의
- 피규@메이트 (키미도리 렌나) : 세리조노 미야 (芹園みや) 명의
- 에델 와이스 (타카세 사쿠라)
- 눈의 땅, 프루룻! ~어디서부터, 사랑하죠~ (카와사키 노노카) : 緒方りさ 명의
- 오키츠네 Summer ~여름 합숙·여자 아이와 함께~ (쿠레하라 시온) : 세리조노 미야 (芹園みや) 명의

2007년
- 연희무쌍 ~두근☆소녀들의 삼국지 연의~ (장비, 화웅) : 세리조노 미야 (芹園みや) 명의
- 차륜의 나라, 유구의 소년 소녀 (미츠히로 사치) : 세리조노 미야 (芹園みや) 명의
- 리조드BOIN (아마미야 모모나) : 榊木春乃 명의
- 컬러풀☆에듀케이션 (묘렌지 사에) : 榊木春乃 명의
- VitaminX (고로의 엄마)
- 그림 그리모어 (아마렛 뷀지네)
- Xross Scramble (사사기리 츠키나) : 세리조노 미야 (芹園みや) 명의
- 코이토레 ~REN-AI TRAINING~ (아사카 코모에) : 세리조노 미야 (芹園みや) 명의
- 러브데스2 ~Realtime Lovers~ (카가미 아유미) : 세리조노 미야 (芹園みや) 명의
- 8665^2 하루루코의 사정 (코즈 마리아) : 세리조노 미야 (芹園みや) 명의
- 인공소녀3 (K형) : 세리조노 미야 (芹園みや) 명의
- Clover Point (카시네기 츠키네) : 세리조노 미야 (芹園みや) 명의
- 월신락 (세이케 호노카) : 세리조노 미야 (芹園みや) 명의

2008년
- Princess Frontier (민트 테트라) : 세리조노 미야 (芹園みや) 명의
- 루이는 토모를 부른다 (윤 옌페이) : 세리조노 미야 (芹園みや) 명의

2009년
- 진지하게 날 사랑해! (오가사와라 치카) : 세리조노 미야 (芹園みや) 명의

2010년
- 루이는 토모를 부른다 팬디스크 (윤 옌페이) : 세리조노 미야 (芹園みや) 명의